# نهلة الخطيب
نهلة الخطيب ممثلة وإعلامية مصرية، شاركت بالعديد من الأعمال الفنية في فترة التسعينيات (من عام 1991 – إلى عام 1999)، من أبرزها (كلام الليل، الجينز)، كما لها تجربة في مجال ترجمة الرسوم المتحركة من خلال مسلسل (ليدي ليدي) عام 1990.

## أعمالها
(1) ويبقى الزمن (سهرة تلفزيونية) في دور رجاء. السهرة من إخراج عبد المنعم صادق، وبطولة عمر الحريري، وفايزة كمال، وأحمد عبد العزيز.
(2) شاطيء الحنين (مسلسل) في دور منة. المسلسل من إخراج محمد العوالي، وبطولة أبو بكر عزت، وأحمد راتب، وسوسن بدر.
(3) ولكنه الحب (مسلسل 1991) إخراج حمدي الإبراشي، وبطولة محمود حميدة، وإلهام شاهين، ومريم فخر الدين، وأمينة رزق، وخالد النبوي.
(4) المزاج (فيلم 1991) إخراج علي عبد الخالق، وبطولة مديحة كامل، وفيفي عبده، وأحمد بدير.
(5) القاتلة (فيلم 1991) إخراج إيناس الدغيدي، وبطولة فاروق الفيشاوي، وفيفي عبده.
(6) الورطة اللذيذة (مسلسل 1992) في دور منيرة. المسلسل إخراج محمد عبد السلام، وبطولة حنان شوقي، وأحمد آدم، وحسن حسني، وسماح أنور.
(7) الجينز (فيلم 1994) بطولة فاروق الفيشاوي، وجالا فهمي.
(8) زيزينيا (مسلسل تلفزيوني 1997) إخراج جمال عبد الحميد، بطولة يحيى الفخراني وآثار الحكيم.
(9) ننوس عينه (فيلم 1998) إخراج إسماعيل حسن.
(9) كلام الليل (فيلم 1999) إخراج إيناس الدغيدي بطولة يسرا وجالا فهمي.
(10) فتاة من إسرائيل (فيلم 1999) إخراج إيهاب راضي، بطولة محمود ياسين وفاروق الفيشاوي.
(11) الفرار من الحب (مسلسل تلفزيوني 2000) إخراج مجدي أبو عميرة.
(12) سندس واخوتها (مسلسل تلفزيوني 2001) إخراج منير التوني.

## وصلات خارجية
- الاعلامية نهلة الخطيب و لقاء برنامج الستات مايعرفوش يكدبوا علي قناة cbc على يوتيوب
- الاعلامية نهلة الخطيب و لقاء برنامج ازى الصحة علي قناة النهار على يوتيوب
- صفحة نهلة الخطيب على اليوتيوب